# 伊藤大介
伊藤 大介（いとう だいすけ、1987年4月18日 - ）は、千葉県市原市出身の元サッカー選手、サッカー指導者。ポジションはミッドフィールダー。

## 来歴
ジュニア時代からジェフユナイテッド千葉の下部組織で育った生え抜き選手であったが、トップチーム昇格は叶わず順天堂大学に進学。順天堂大学の先輩には岡本達也と森英次郎、同期には田中順也、三浦旭人などがいる。大学時代は一年次からレギュラーで、全日本大学選抜やユニバーシアード日本代表にも選出された。関東大学リーグでは常盤聡（東京農業大学）とともに4年間の最多出場選手として表彰された。
2010年、ユース時代に所属した千葉に入団。7月3日にひたちなか市総合運動公園陸上競技場で行われた鹿島アントラーズとのプレシーズンマッチでネット・バイアーノのアシストから決勝点を決める活躍を見せた。7月18日のコンサドーレ札幌戦でリーグ初出場を果した。2011年は背番号を20に変更。センターハーフおよび右サイドハーフのレギュラーに定着すると、5月4日の愛媛FC戦で自身リーグ戦初得点を直接フリーキックから記録。また出場した試合では主にセットプレーのキッカーを務めた。2013年は背番号を1桁台となる8に変更するがスタメンから外れる機会が増え、試合出場時間はルーキーイヤーを除くと過去最少となった。シーズン終了後、クラブからの公式発表は無かったものの日本サッカー協会が公開する移籍リストに名前が掲載され、12月28日に大分トリニータへの完全移籍が発表された。
大分移籍後は同シーズンに加入した末吉隼也とボランチコンビを形成し開幕からほとんどスタメンで試合に出場し、ペナルティキックを含むセットプレーのキッカーを務めた。終盤戦に疲労によるパフォーマンス低下や、ダニエルの加入、金楨鉉の台頭等の影響によりベンチメンバーに回るが40試合出場・6得点といずれも過去最高の成績を残した。
2015年、ファジアーノ岡山に完全移籍。
2018年11月23日、岡山との契約満了が発表された。
2019年、SC相模原へ完全移籍。シーズン終了後、契約満了により退団。
2020年、Criacao Shinjukuに加入。
2022年1月14日、現役を引退することが発表された。
2022年よりCriacao Shinjukuのコーチに就任

## 所属クラブ
- 1994年 - 1999年  ジェフユナイテッド市原辰巳台スクールジュニア（市原市立五所小学校）
- 2000年 - 2002年 ジェフユナイテッド市原辰巳台スクールジュニアユース（市原市立八幡中学校）
- 2003年 - 2005年 ジェフユナイテッド千葉ユース（千葉県立検見川高等学校）
- 2006年 - 2009年 順天堂大学
- 2010年 - 2013年 ジェフユナイテッド千葉
- 2014年 大分トリニータ
- 2015年 - 2018年 ファジアーノ岡山
- 2019年 SC相模原
- 2020年 - 2021年 Criacao Shinjuku

## 個人成績
| 国内大会個人成績 | 国内大会個人成績 | 国内大会個人成績 | 国内大会個人成績 | 国内大会個人成績 | 国内大会個人成績 | 国内大会個人成績 | 国内大会個人成績 | 国内大会個人成績 | 国内大会個人成績 | 国内大会個人成績 | 国内大会個人成績 |
| 年度             | クラブ           | 背番号           | リーグ           | リーグ戦         | リーグ戦         | リーグ杯         | リーグ杯         | オープン杯       | オープン杯       | 期間通算         | 期間通算         |
| 年度             | クラブ           | 背番号           | リーグ           | 出場             | 得点             | 出場             | 得点             | 出場             | 得点             | 出場             | 得点             |
| 日本             | 日本             | 日本             | 日本             | リーグ戦         | リーグ戦         | リーグ杯         | リーグ杯         | 天皇杯           | 天皇杯           | 期間通算         | 期間通算         |
| ---------------- | ---------------- | ---------------- | ---------------- | ---------------- | ---------------- | ---------------- | ---------------- | ---------------- | ---------------- | ---------------- | ---------------- |
| 2007             | 順大             | 10               | -                | -                | -                | -                | -                | 4                | 0                | 4                | 0                |
| 2009             | 順大             | 11               | -                | -                | -                | -                | -                | 1                | 0                | 1                | 0                |
| 2010             | 千葉             | 28               | J2               | 11               | 0                | -                | -                | 2                | 0                | 13               | 0                |
| 2011             | 千葉             | 20               | J2               | 24               | 2                | -                | -                | 2                | 0                | 26               | 2                |
| 2012             | 千葉             | 20               | J2               | 25               | 2                | -                | -                | 4                | 0                | 29               | 2                |
| 2013             | 千葉             | 8                | J2               | 23               | 1                | -                | -                | 1                | 0                | 24               | 1                |
| 2014             | 大分             | 19               | J2               | 40               | 6                | -                | -                | 2                | 0                | 42               | 6                |
| 2015             | 岡山             | 33               | J2               | 35               | 4                | -                | -                | 1                | 0                | 36               | 4                |
| 2016             | 岡山             | 7                | J2               | 42               | 5                | -                | -                | 2                | 0                | 44               | 5                |
| 2017             | 岡山             | 7                | J2               | 24               | 1                | -                | -                | 1                | 0                | 25               | 1                |
| 2018             | 岡山             | 7                | J2               | 27               | 2                | -                | -                | 1                | 0                | 28               | 2                |
| 2019             | 相模原           | 39               | J3               | 30               | 1                | -                | -                | -                | -                | 30               | 1                |
| 2020             | C新宿            | 16               | 関東1部          | 9                | 0                | -                | -                | -                | -                | 9                | 0                |
| 2021             | C新宿            | 16               | 関東1部          | 20               | 4                | -                | -                | -                | -                | 20               | 4                |
| 通算             | 日本             | 日本             | J2               | 251              | 23               | -                | -                | 16               | 0                | 267              | 23               |
| 通算             | 日本             | 日本             | J3               | 30               | 1                | -                | -                | -                | -                | 30               | 1                |
| 通算             | 日本             | 日本             | 関東1部          | 29               | 4                | -                | -                | -                | -                | 29               | 4                |
| 通算             | 日本             | 日本             | 他               | -                | -                | -                | -                | 5                | 0                | 5                | 0                |
| 総通算           | 総通算           | 総通算           | 総通算           | 310              | 28               | 0                | 0                | 21               | 0                | 331              | 28               |

その他公式戦
- 2016年
  - J1昇格プレーオフ 2試合0得点
- 2021年
  - JFL・地域リーグ入れ替え戦 1試合0得点

- 2010年7月18日 - Jリーグ初出場（2010 J2第18節 - コンサドーレ札幌戦（フクダ電子アリーナ）
- 2011年5月4日 - Jリーグ初ゴール（2011 J2第10節 - 愛媛FC戦（フクダ電子アリーナ）

## 代表歴
- 国体千葉県少年代表 (2005)
- 国体千葉県成人代表 (2007)
- ユニバーシアード日本代表
  - 2009年 ユニバーシアードベオグラード大会 (3位)

## 指導歴
- 2022年 - :Criacao Shinjuku コーチ